# فرانز كولر
فرانز كولر (بالألمانية: Franz Koller)‏ هو فلاح وسياسي نمساوي، ولد في 6 مايو 1947 في Edlitz, Austria ‏ في النمسا. نشط حزبياً في حزب الحرية النمساوي. وقد انتخب عضو المجلس الاتحادي النمساوي وانتخب عضو المجلس الوطني للنمسا.